# (36476) 2000 QY28
2000 QY28 (asteroide 36476) é um asteroide da cintura principal. Possui uma excentricidade de 0.11885190 e uma inclinação de 3.19399º.
Este asteroide foi descoberto no dia 24 de agosto de 2000 por LINEAR em Socorro.